# Xã Warrenton, Quận Marshall, Minnesota
Xã Warrenton (tiếng Anh: Warrenton Township) là một xã thuộc quận Marshall, tiểu bang Minnesota, Hoa Kỳ. Năm 2010, dân số của xã này là 103 người.